# ائوتوخس
ائوتوخس (حدود ۳۸۰-حدود ۴۵۶) رئیس صومعه‌ای در نزدیکی قسطنطنیه بود. نام او در سال ۴۳۱ در شورای نخست افسوس مورد توجه قرار گرفت. دلیل شهرت ائوتوخس در این شورا، مخالفت شدید او با تعلیمات نستوریوس بود. او که نسطوری را به الحاد محکوم کرده بود، خودش نیز با وجود دیدگاه مخالف، به الحاد محکوم شد.

## زندگی
ائوتوخس ریاست صومعه‌ای را در بیرون دیوارهای قسطنطنیه به عهده داشت و رهبر بیش از سیصد راهب بود. بسیار مورد احترام بود و پدرخوانده کریسافیوس محسوب می‌شد که از خواجگان اثرگذار در دیوان تئودئوس دوم بود.

## جنجال

دیدگاه تک طبیعت‌گرای ائوتوخس دربارهٔ طبیعت مسیح

نستوریوس، اسقف اعظم قسطنطنیه، که ادعا کرده بود مریم نباید با عنوان «مادر خدا» (تئوتوکوس در یونانی) خوانده شود، به الحاد محکوم شد. ائوتوخس در مقام مبارزه با نستوریوس برخاست و اعلام کرد مسیح «امتزاج عناصر انسانی و خدایی» است. این ادعا باعث شد خودش بیست سال پس از شورای نخست افسوس، در سال ۴۵۱ در شورای خلقیدون به الحاد محکوم شود.
به گفته نستوریوس، همه تجربیات و خصوصیات انسانی مسیح باید به «انسان» منصوب شود که شخصیتی مجزا از خدا دارد؛ ولی با خدا متحد است. ائوتوخس در مخالفت با این عقیده ادعا را به منتهای مخالف آن برگرداند و ادعا کرد طبیعت انسانی و طبیعت الهی بدون هیچ دگرگونی، جذب یا آشفتگی، درون طبیعت واحد مسیح ترکیب شده‌اند که تجسم خدا است. هرچند این ادعا در توافق با تعلیم سیریل اسکندری که بعداً ارائه شد، بود؛ ائوتوخس از سیریل فراتر رفت و «هم جوهر بودن مسیح با ما انسان‌ها» را انکار کرد. با این ادعا انسانیت کامل مسیح را رد نکرد؛ ولی منحصر به فرد بودن او را مورد تأکید قرار داد.

## حرفه
ائوتوخس محدود یا ناکامل بودن انسانیت مسیح را رد کرد. برخی اعتقاد داشتند نظر او مشابه تعلیمات اسکندری است؛ ولی کلیسای قبطی که ائوتوخس را ملحد می‌دانست، این اعتقاد را به شدت رد کرد. بی‌تدبیری ائوتوخس در ارائه عقایدش باعث فهمیده نشدن عقاید او شد. دومنوس دوم انطاکیه و اوزبیوس اسقف دورولائوم در سینودی که در سال ۴۴۸ به ریاست فلاویان در قسطنطنیه برگزار شد، ائوتوخس را به الحاد متهم کردند. شورا او را از مقامش عزل و تکفیر کرد.
در سال ۴۴۹ شورای دوم افسوس توسط دیوسکوروس اسکندری که تحت تأثیر انکار تک‌طبیعت گرایی توسط ائوتوخس بود، فراخوانده شد. این شورا که با حضور شمار زیادی از راهبان مصری برگزار شد، افزون بر این که ائوتوخس را به مقام خود بازگرداند، اوزبیوس، دومنوس و فلاویان را که مخالفان اصلی او بودند، عزل کرد. این قضاوت در تضاد آشکار با عقیده لئون (اسقف رم) بود که با عدول از سیاست خلف خود، سلستین، نامه‌ای شدید اللحن در حمایت از تعلیم دو طبیعت و یک شخص به فلاویان نوشته بود.
در این حین، امپراتور تئودئوس دوم درگذشت و جانشینانش پولکریا و مارسیانوس شورایی را در اکتبر ۴۵۱ به خلقیدون فراخواندند. دیوسکوروس اجازه حضور در این شورا را نیافت و در آن محکوم شد. سینود افسوس را سینودی غارتگر اعلام کردند و ادعا کردند دیوسکوروس اسقف‌ها را تهدید کرده بود در صورت عدم موافقت با او کشته می‌شوند. اقدامات این شورا منسوخ شد و مطابق با تعلیمات میافیزیستی‌تر سیریل اسکندری، اعلام شد که دو طبیعت در مسیح متحد شده‌اند و «گرد هم آمده‌اند تا یک شخص و یک ذات را شکل دهند». ائوتوخس در تبعید درگذشت و از سال‌های پایانی زندگیش اطلاعی در دست نیست.
کسانی که شورای خلقیدون را نپذیرفتند به تک طبیعت‌گرایی متهم شدند و اکنون با نام ارتدوکسی مشرقی شناخته می‌شوند. این گروه شامل کلیسای قبطی، کلیسای ارتدکس ارمنستان و کلیسای ارتدکس سوریه هستند. این کلیساها به اشتباه به موافقت با ائوتوخس پیرامون یک طبیعت در مسیح که هم جوهری دوگانه مسیح را رد می‌کرد، متهم شدند. هرچند کلیساهای ارتدوکسی مشرقی ترجیح می‌دهند میافیزیست خوانده شوند و مخالف تعلیمات ائوتوخس هستند. هنگامی که در مه ۱۹۷۳ شنوده سوم (پاپ قبطی) بیانیه‌ای را با پاپ پل ششم امضا کرد، این مطلب تأیید شد.
خلقیدونی‌ها یاد ائوتوخس را زنده نگه داشتند و تا مدتی قبل، غیر خلقیدونی‌هایی را که خلقیدونی‌ها را به نسطوری و دوطبیعت گرایی متهم می‌کردند، ائوتوخسی می‌نامیدند.

## یادداشت
1. ↑  «Chapman, John. "Eutyches." The Catholic Encyclopedia. Vol. 5. New York: Robert Appleton Company, 1909. 21 Jan. 2014». بایگانی‌شده از اصلی در 10 اكتبر 2018. دریافت‌شده در 13 اكتبر 2018. تاریخ وارد شده در |accessdate=،|archivedate= را بررسی کنید (کمک)
2. 1 2  "The Great Heresies". Catholic Answers. Archived from the original on 2007-07-09. Retrieved 2007-07-03.
3. ↑  St. Dioscorus, 25th Pope of Alexandria in the Coptic Synaxarium http://www.copticchurch.net/synaxarium/1_7.html#1